# 쑨진완

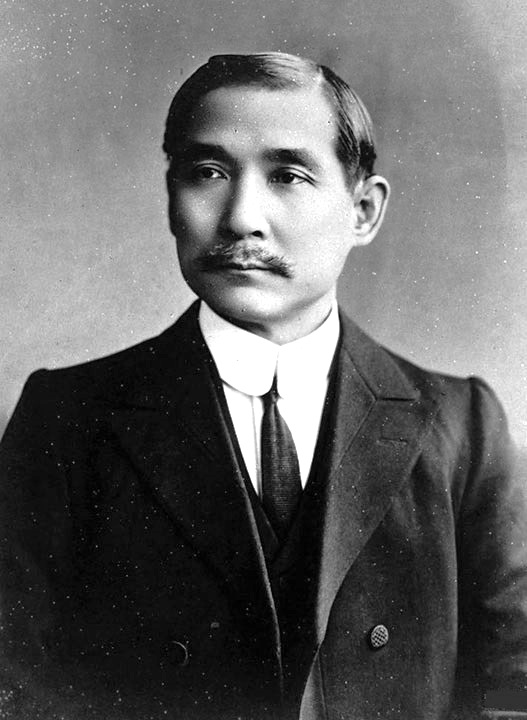
친정 선친 쑨원 前 중화민국 대통령.

쑨진완(孫金婉, 손금완, 아명(兒名)은 쑨완(孫婉, 손완), 1900년 11월 12일 ~ 1979년 6월 3일)은 미국 하와이주에서 출생한 중화민국 여성으로 쑨원(孫文) 前 중화민국 대통령의 차녀(次女)이고 쑨커(孫科) 前 중화민국 타이완 고시원 원장과 쑨진위안(孫金媛) 여사의 누이동생이며 쑨메이(孫眉) 前 중화민국 광둥성 광저우 광둥 도독의 조카딸이다.

## 생애

### 일생
미국 하와이주 호놀룰루에서 출생하였고 중국 청나라 광둥 성 광저우에서 잠시 유년기를 보낸 적이 있으며 다시 미국 하와이주 호놀룰루에 건너간 이후 1914년 미국 캘리포니아 주립대학교 버클리 교 영어영문학과에 유학하였으나 중국 청나라 후난성 샹탄 부 샹샹 현 출신의 왕보추(王伯秋)를 만나 교제하게 되어 그 해 여름에 대학을 중퇴하고 왕보추와 결혼하여 그와의 사이에서 1남 1녀를 두었으나 1920년 이혼하였고 이듬해 1921년 홍콩 출신의 다이언싸이(戴恩赛)와 재혼하여 이후 홍콩과 마카오에서 중화민국 타이완 국적자 신분으로 대부분의 여생을 보냈고 1955년 마카오에서 그와 사별할 때까지 그와의 사이에서도 1남 1녀를 두었다.

### 사망
1979년 6월 3일, 마카오에서 향년 79세로 별세하였다.

## 직계 가족 관계
그녀의 언니 쑨진위안(孫金媛, 손금원, 아명(兒名)은 쑨옌(孫娫, 손연), 1898년 3월 31일 ~ 1913년 3월 25일)은 청나라 태생의 중화민국 여성으로 아버지 쑨원(孫文) 前 중화민국 대통령에게는 장녀(長女)가 되며 오빠 쑨커(孫科) 前 중화민국 타이완 고시원 원장에게는 누이동생이 되는데 1912년 미국 캘리포니아 주립대학교 버클리 교 지구과학과에 유학하였으나 폐결핵에 걸려 그 해 여름에 중퇴하고 귀국하여 마카오에서 요양하다가 이듬해 1913년 3월 25일에 향년 15세로 요절하였다.